# Epic (альбом)
Epic — шестой студийный альбом Borknagar, вышедший в 2004 году. Во время записи альбома басист Tyr покинул группу, и его партию сыграл ударник Асгеир Микельсон.

## Список композиций
- Все песни, кроме отмеченных, написаны Эйстейном Брюном.

1. «Future Reminiscence» — 5:26
2. «Traveller» — 5:03
3. «Origin» — 4:58
4. «Sealed Chambers of Electricity» — 4:12
5. «The Weight of Wind» — 3:58 (Недланд)
6. «Resonance» — 4:28
7. «Relate (Dialogue)» — 4:28
8. «Cyclus» — 5:25
9. «Circled» — 4:45
10. «The Inner Ocean Hypothesis» — 5:10 (Винтерсорг)
11. «Quintessence» — 5:31
12. «The Wonder» — 4:16

## Участники записи
- Vintersorg — вокал, гитара
- Эйстейн Брюн — акустическая, электрическая и высоко-струнная гитара
- Ларс Недланд — клавишные, синтезатор, Орган Хаммонда, фортепиано, бэк-вокал
- Асгеир Микельсон — ударные, пяти-струнный и безладовый бас, дополнительная ведущая гитара